# حسینیه بی‌بی حیات
حسینیه بی بی حیات مربوط به دوره قاجار - ۱۳۰ سال است و در شهرستان کرمان، بخش مرکزی، دهستان اختیارآباد، روستای بی بی حیات، خیابان اصلی روستا واقع شده و این اثر در تاریخ ۷ اسفند ۱۳۸۶ با شمارهٔ ثبت ۲۱۴۷۸ به‌عنوان یکی از آثار ملی ایران به ثبت رسیده است.